# Sanofi
A Sanofi (anteriormente Sanofi-Aventis) é uma empresa farmacêutica fundada em Gentilly, França. É uma das maiores empresas do setor no mundo. A empresa foi formada como "Sanofi-Aventis" em 2004 pela fusão da Aventis e Sanofi-Synthélabo, que foram cada um o produto de várias fusões anteriores. Mudou o nome para a Sanofi em maio de 2011. A empresa é um componente do índice do mercado de ações Euro Stoxx 50.
No Brasil, a Sanofi adquiriu a farmacêutica Medley em 2009, e a controla desde então.